# Ulica św. Krzyża w Krakowie
Ulica św. Krzyża – ulica  w Krakowie, w dzielnicy I Stare Miasto, na Starym Mieście. 
Łączy ul. Sienną z ul. Szpitalną. Pierwsza zabudowa tej ulicy jest datowana na okres sprzed lokacji miasta tj. przed 1257. Początkowo ulicę nazywano Szpitalną, Świńską, a na Planie Kołłątajowskim Świnią. W średniowieczu w rejonie tej ulicy znajdowała się większość miejskich browarów, których w Krakowie było wówczas przeszło 25. Hodowano tam też w dużej liczbie świnie. Dokuczliwość tej hodowli spowodowała, że już w 1405 r. władze miejskie usiłowały ograniczyć ich pogłowie. W 1468 r. wydano statut, na mocy którego każda świnia biegająca samopas miała zostać skonfiskowana, a jej właściciel ukarany grzywną w wysokości 12 groszy. W późniejszym czasie ulica nosiła nazwę Uliczki lub Kącika Świętego Krzyża, ulokowane były tu topnie wosku i łoju należące do uboższych mieszczan krakowskich.

## Niektóre kamienice
- Nr 1 – w domu przebudowanym z trzech gotyckich kamieniczek w połowie XIX w. mieszkał Juliusz August John (1804–1886), właściciel browaru przy ul. Lubicz. Tzw. Browar Johna był największym browarem w Krakowie, a potem w całej Galicji. Słynął z produkcji dobrego piwa nagrodzonego wieloma krajowymi medalami i nagrodami. John był wieloletnim radnym miejskim, współzałożycielem Kasy Oszczędności m. Krakowa, dyrektorem krakowskiej filii Austriackiego Banku Narodowego oraz kuratorem zboru ewangelickiego. Prowadził również działalność społeczną i dobroczynną. W roku 1868 ofiarował 3 tys. zł reńskich na schronisko dla zubożałych mieszczan[5].
- Nr 7 – na parterze kamienicy miała siedzibę, przed I wojną światową, studencka organizacja „Spójnia”[1], obecnie mieści się w nim siedziba Fundacji Mam Marzenie. W domu tym 21 marca 1914 Włodzimierz Lenin wygłosił odczyt dla studentów[4].
- Nr 21a – Kamienica Krongoldów
- Nr 23 – Probostwo Kościoła św. Krzyża, gotycki dom mieszkalny, o grubych ścianach (z dzikiego kamienia i cegły) oraz wąskich oknach ułatwiających obronę; stał przy murach miejskich. Jest siedzibą biura parafii św. Krzyża. Plebania jest najstarszym zachowanym budynkiem mieszkalnym w Krakowie. W 1909 roku przeprowadzono restaurację budynku pod kierunkiem Jana Zawiejskiego[6].
- Nr 16 – Kuźnia Zieleniewskich (zob. też Kamienica Zieleniewskich), najstarsza zachowana część fabryki Ludwika Zieleniewskiego, działającej w tym miejscu w latach 1851–1886. Prowadzi tędy Krakowski Szlak Techniki – szlak tematyczny dziedzictwa przemysłowego w Krakowie utworzony 6 kwietnia 2006 r.
- Kamienica Bartynowskich – na rogu ul. św. Krzyża 14 i św. Tomasza 28

## Galeria

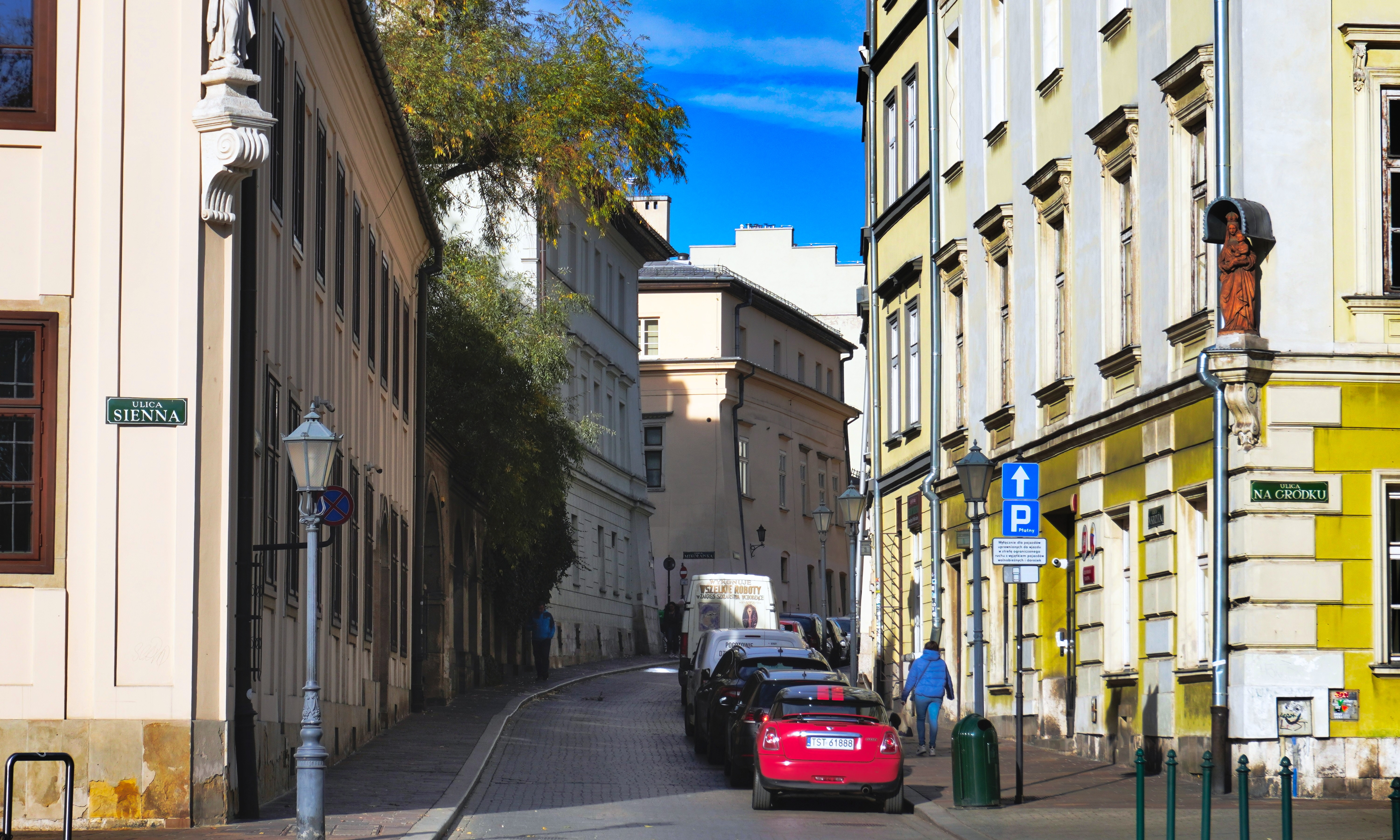
Widok od skrzyżowania z ul. Sienną na północ
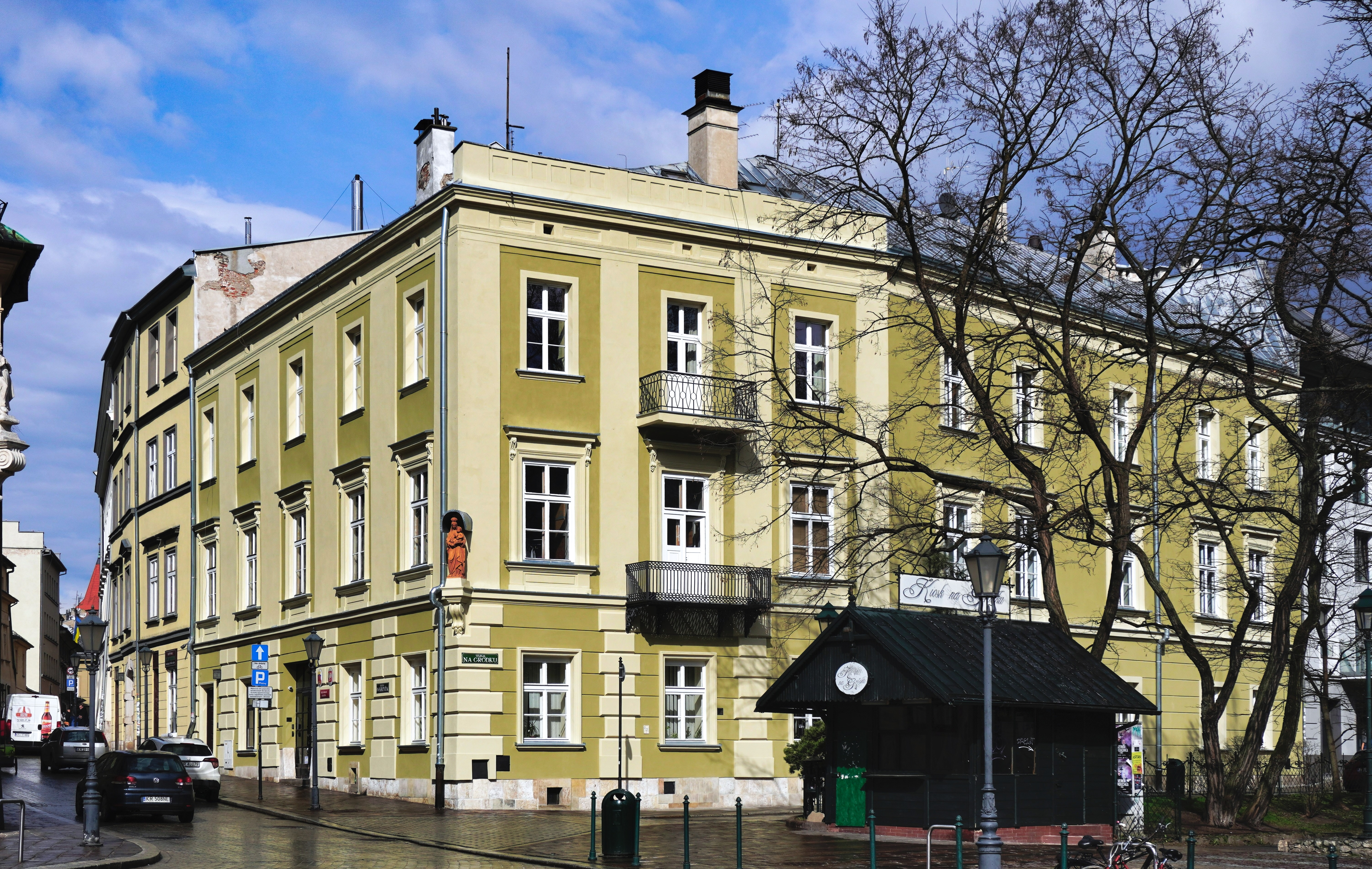
ul. św. Krzyża 1 Kamienica
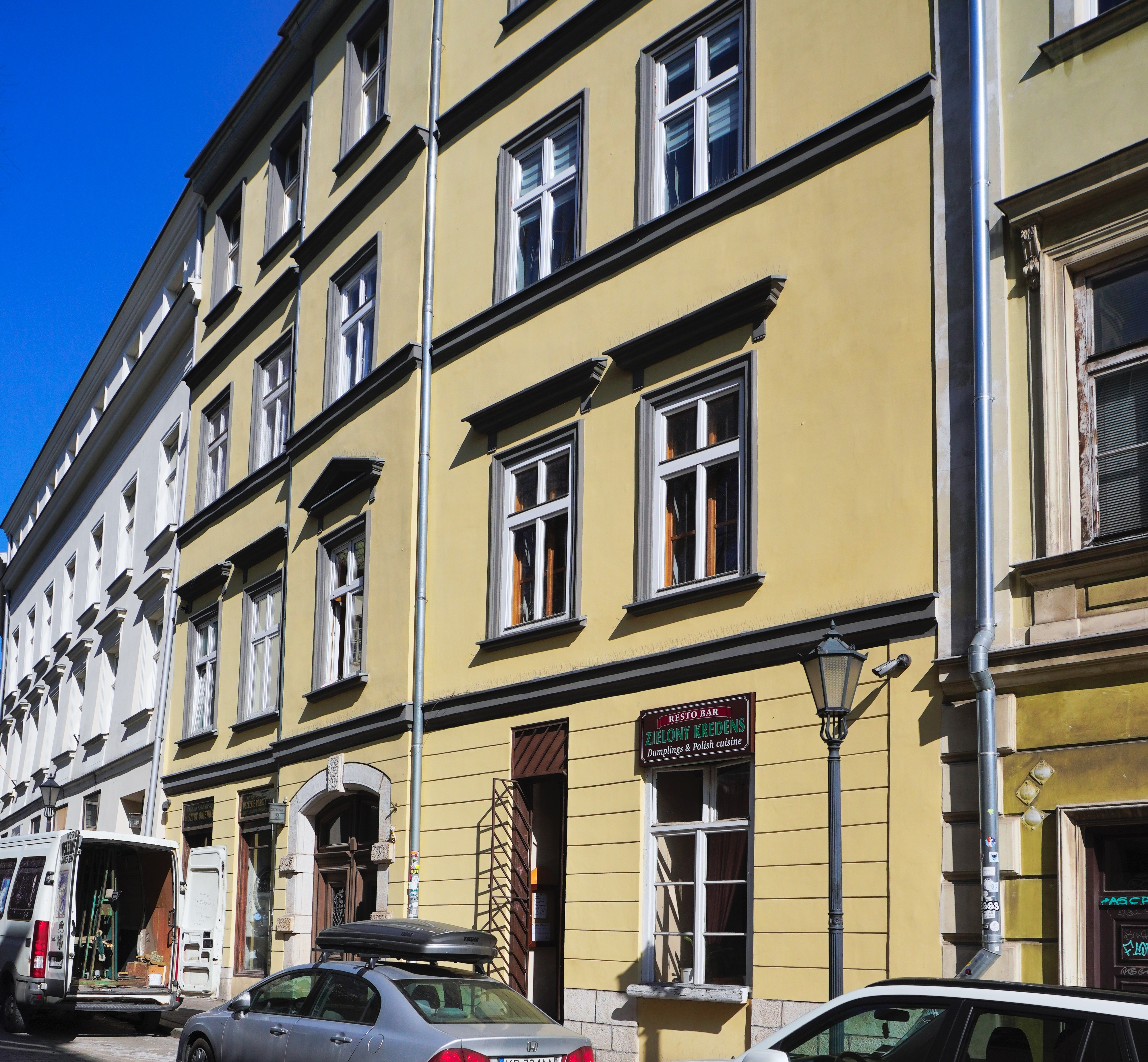
ul. św. Krzyża 3 Kamienica
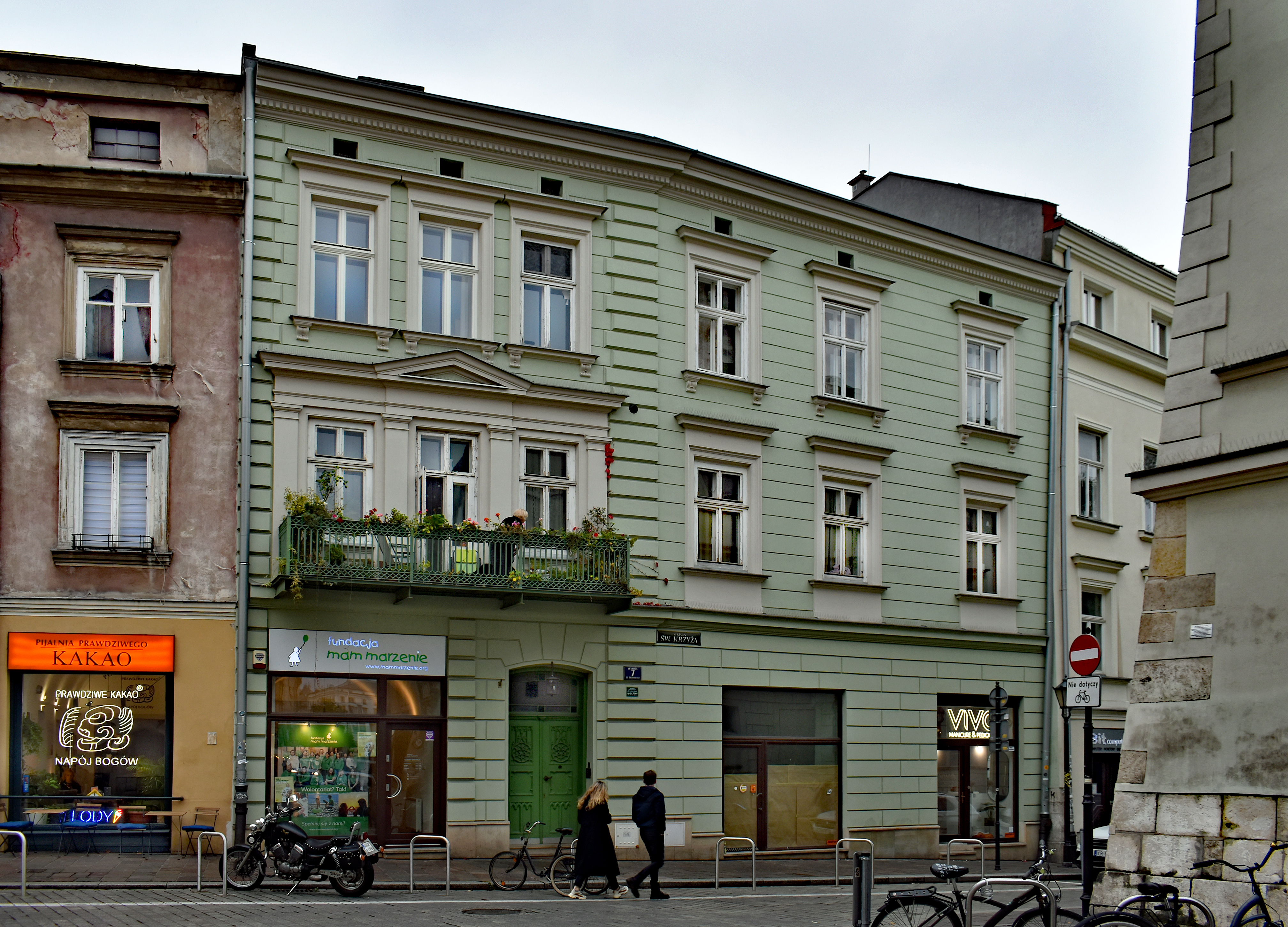
ul. św. Krzyża 7 Kamienica (koniec XVI wieku)
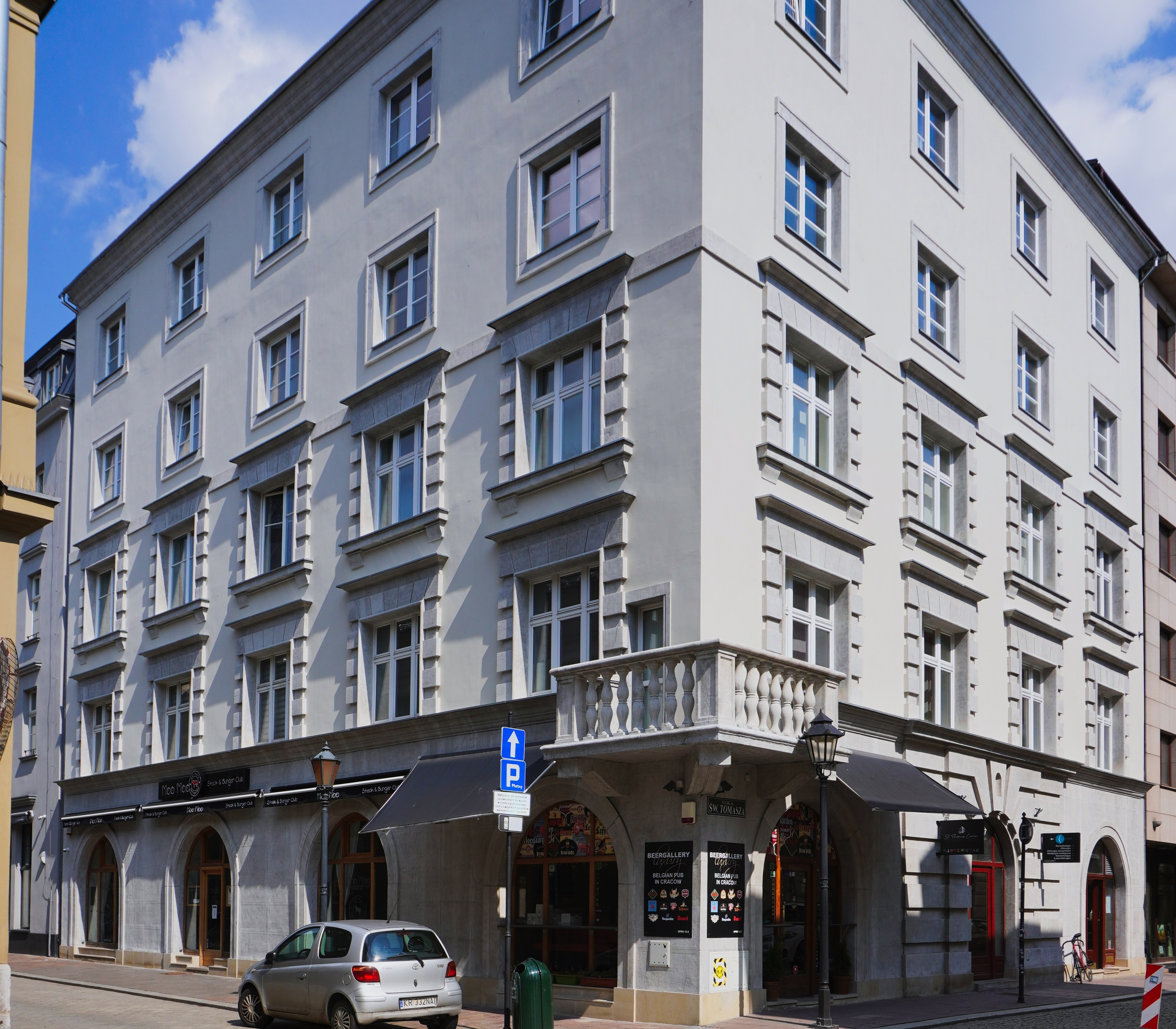
ul. św. Krzyża 15 Kamienica
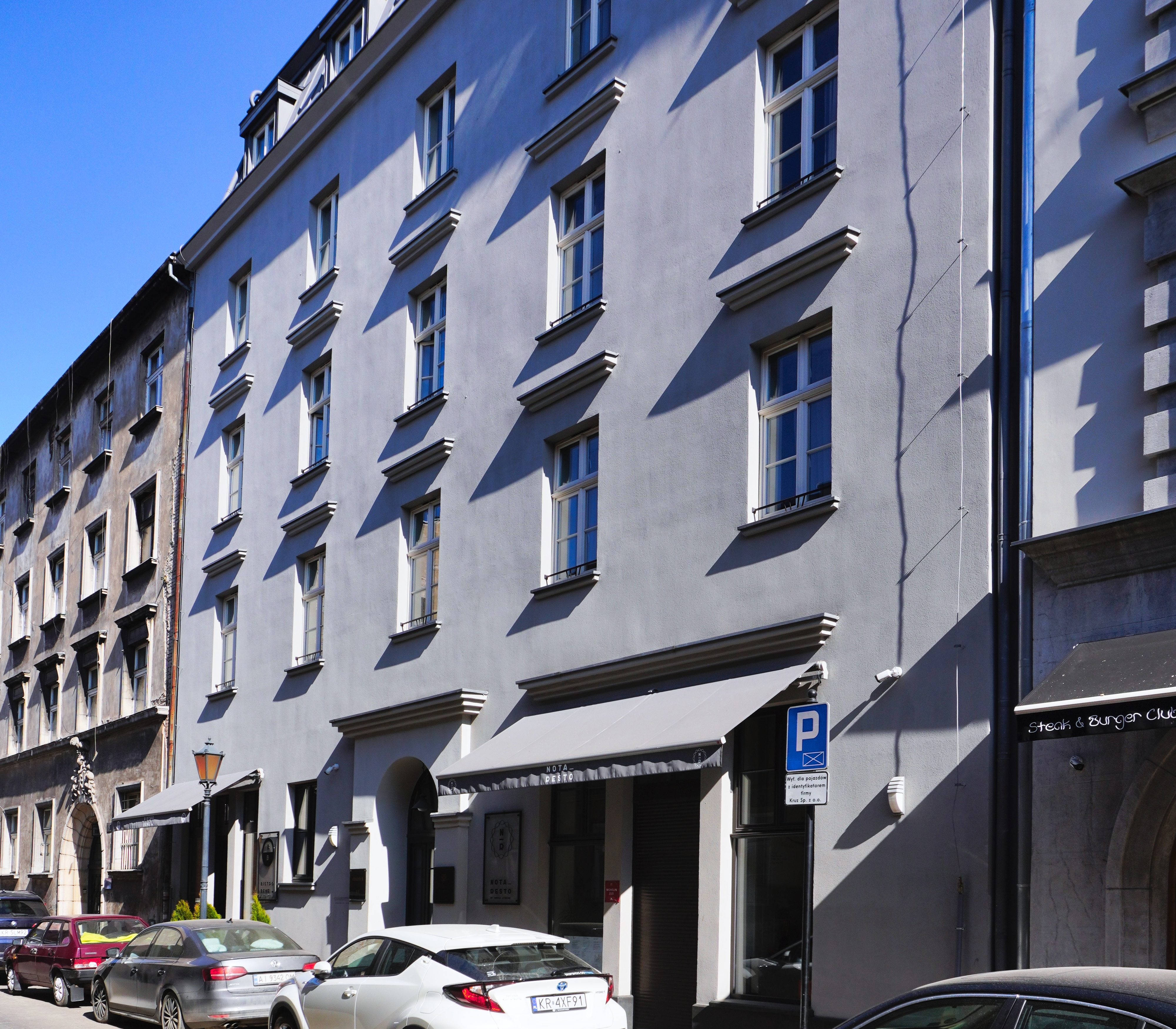
ul. św. Krzyża 17 Kamienica
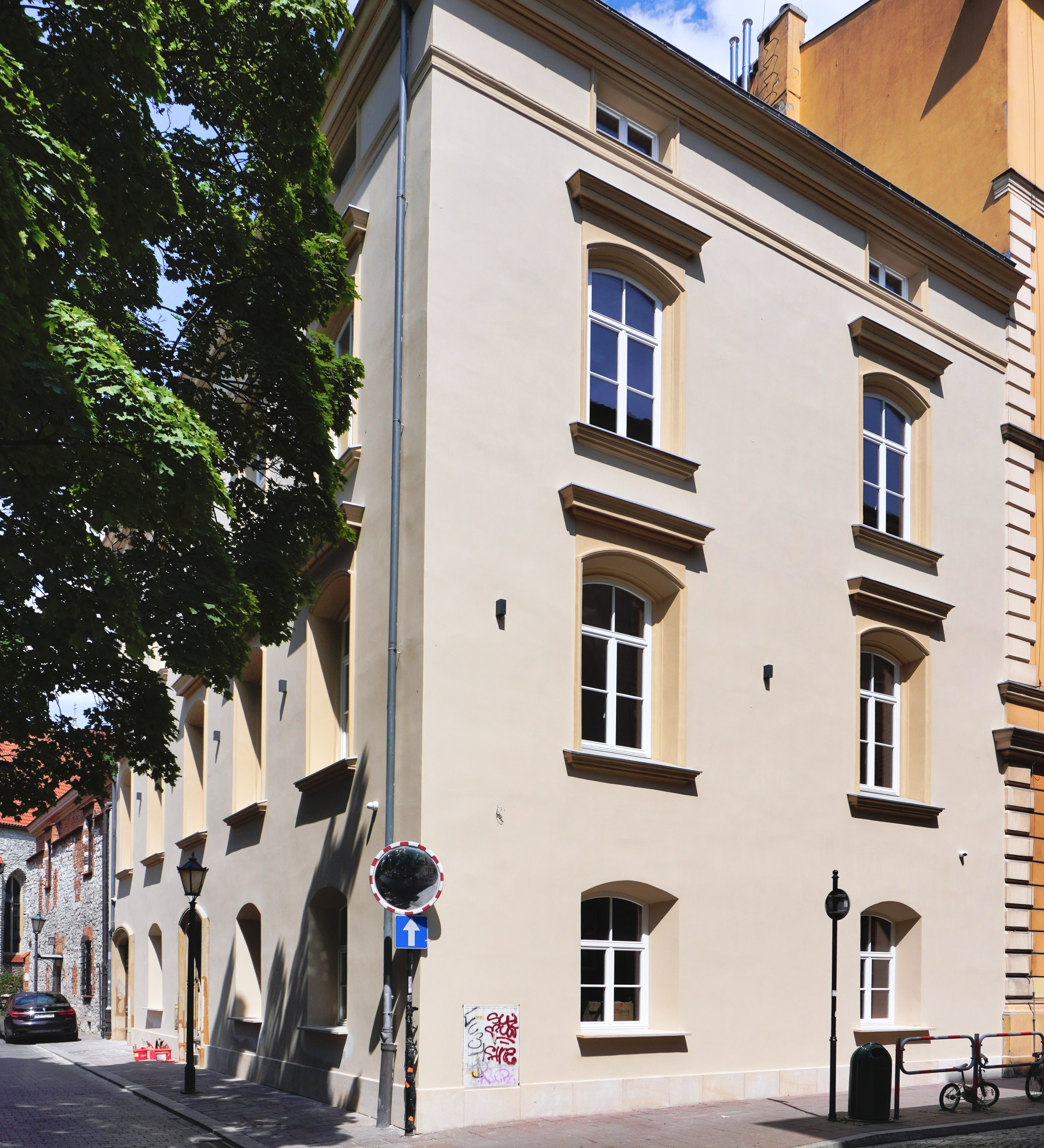
ul. św. Krzyża 21 Kamienica, dawniej klasztor Benedyktynek
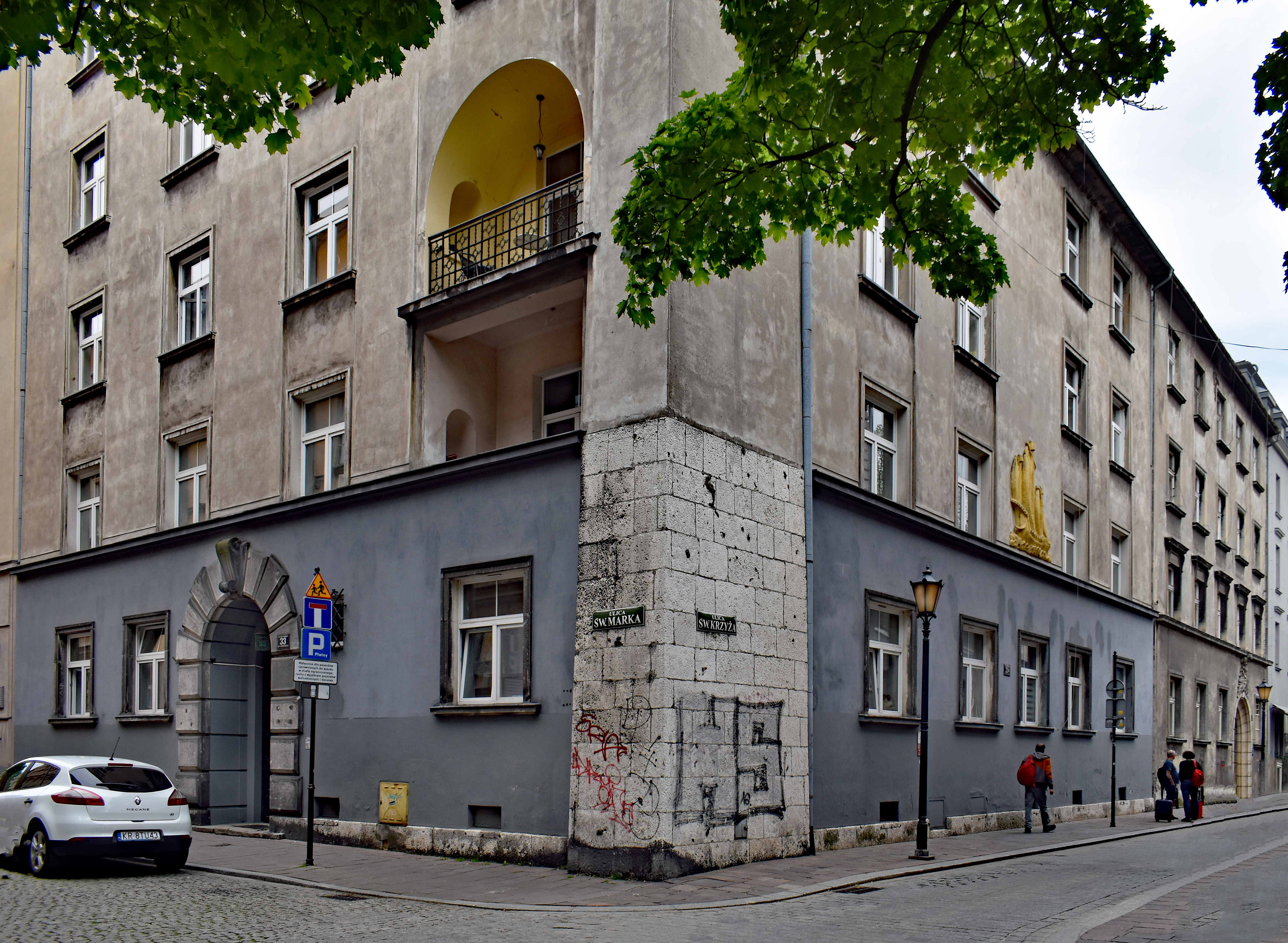
ul. św. Krzyża 21a Kamienica Krongoldów
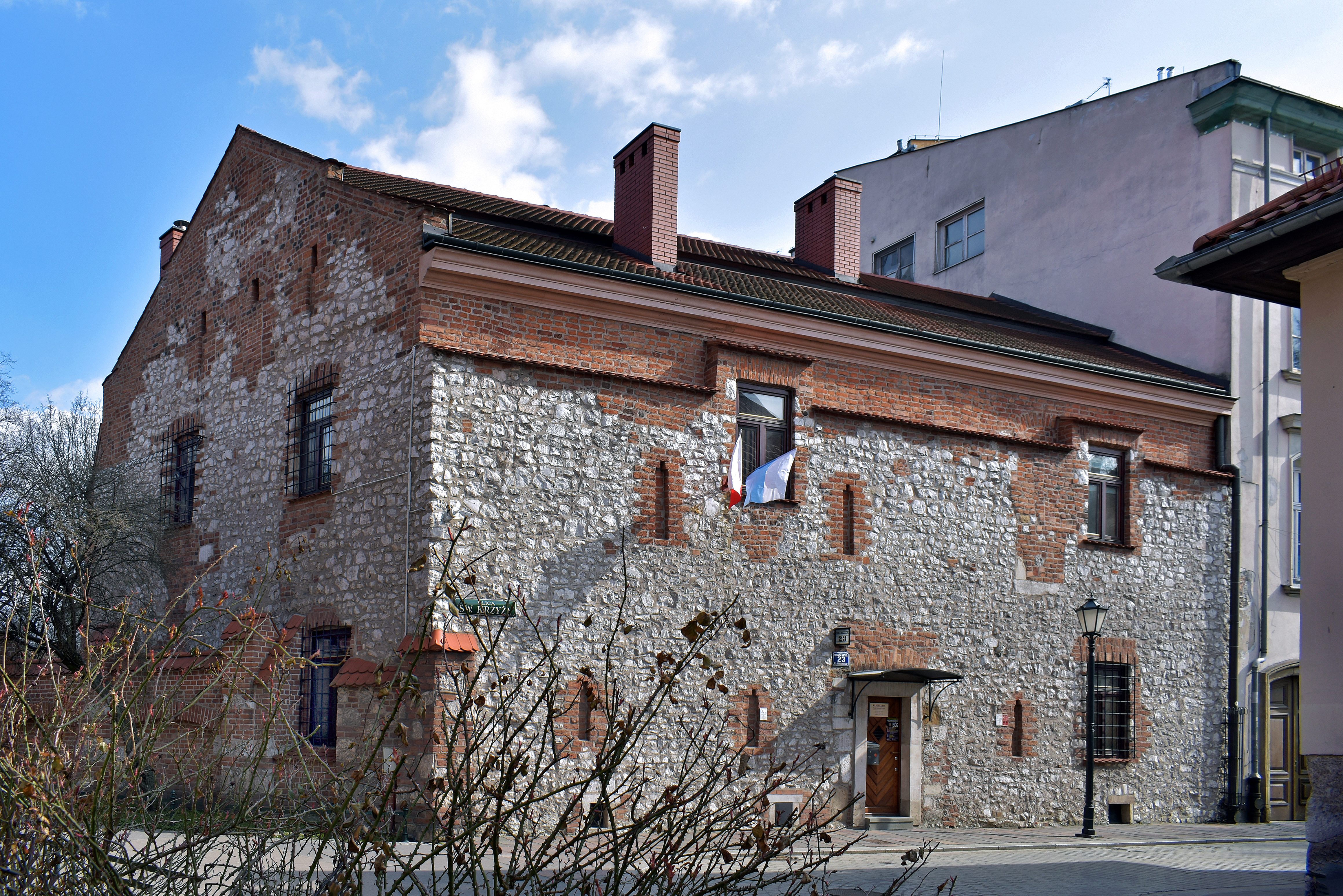
ul. św. Krzyża 23 Probostwo kościoła św. Krzyża